# Resolución 1255 del Consejo de Seguridad de las Naciones Unidas
La resolución 1255 del Consejo de Seguridad de las Naciones Unidas, adoptada por unanimidad el 30 de julio de 1999, tras reafirmar todas las resoluciones sobre Georgia, en particular la resolución 1225 (1999), prorrogó el mandato de la Misión de Observadores de las Naciones Unidas en Georgia (UNOMIG) hasta el 31 de enero de 2000.
El Consejo de Seguridad resaltó que era inaceptable la falta de progreso en hechos relacionados con el conflicto de Abkhanzia y que la situación en la zona de conflicto se mantenía sensible. También era importante que ambas partes respetaran los derechos humanos como parte de un acuerdo político general.
La resolución exigió que ambas partes profundicen su compromiso con el proceso de paz, mantengan un diálogo de alto nivel y observen estrictamente el Acuerdo de 1994 sobre el Alto el Fuego y la Separación de Fuerzas . Subrayó la importancia de una pronta solución del estatuto político de Abjasia dentro de Georgia. El Consejo también consideró ilegítimas e inaceptables las elecciones celebradas en Abjasia . 
Mientras tanto, existía preocupación por la situación de los refugiados y los cambios demográficos como resultado del conflicto, por lo que el retorno de los refugiados era necesario como primer paso. Del 16 al 18 de octubre de 1998 y del 7 al 9 de junio de 1999 se celebraron acuerdos destinados a mejorar la seguridad y fomentar la confianza en la región, lo que fue acogido con satisfacción por el Consejo de Seguridad. Se condenaron las actividades de los grupos armados en la región de Gali. Por último, se pidió al Secretario General Kofi Annan que informara dentro de tres meses sobre la aplicación de la resolución actual, en la que se realizaría una revisión del mandato de la UNOMIG.